# Paul Rabe (Chemiker)
Paul Carl Ludwig Rabe (* 24. August 1869 in Hoym; † 28. August 1952 in Hamburg) war ein deutscher Chemiker und Professor an der Universität Hamburg.
1895 wurde er bei Ludwig Knorr an der Universität Jena promoviert, 1900 erfolgte dort die Habilitation. Von 1901 bis 1911 war er Unterrichtsassistent und ab 1904 Extraordinarius in Jena, 1912–1914 a.o. Professor für Experimentalchemie an der Universität Prag, 1914–1935 Professor u. Direktor des Chemischen Staatslaboratoriums in Hamburg, 1914–1919 Professor am Hamburgischen Kolonialinstitut und 1919–1935 ordentlicher Professor für Chemie der Universität Hamburg. 1919–1920 war er der (Gründungs-)Dekan der Mathematisch-Naturwissenschaftlichen Fakultät der Universität Hamburg, 1935 wurde er nach einem Konflikt mit NS-Studenten vorzeitig entpflichtet. 1949 wurde er Ehrendoktor der Medizinischen Fakultät der Universität Hamburg.
1908 klärte Rabe die Molekülstruktur des Chinins. 
Er unterzeichnete im November 1933 das Bekenntnis der Professoren an den deutschen Universitäten und Hochschulen zu Adolf Hitler.